# Richard Akiana
Richard Didier Akiana Kaba (ur. 20 września 1969 w Brazzaville) – kongijski piłkarz grający na pozycji napastnika.

## Kariera klubowa
Akiana urodził się w Brazzaville, jednak całą karierę piłkarską spędził we Francji. Jego pierwszym klubem w tym kraju był US Créteil-Lusitanos, w którym grał w sezonie 1990/1991 w drugiej lidze. Następnie w latach 1991–1993 był zawodnikiem piątoligowego CO Saint-Dizier. Od 1993 do 1997 roku grał w klubach z Paryża: Racingu i Paris FC. W sezonie 1997/1998 był zawodnikiem FC Bourges i ponownie US Créteil-Lusitanos. W sezonie 1998/1999 grał w drugiej lidze w Troyes AC, a w sezonie 1999/2000 – w trzecioligowym Red Star 93. W latach 2000–2002 był zawodnikiem ES Wasquehal, a końcowe lata kariery spędził w amatorskich Gap Hautes-Alpes FC i Pacy Vallée-d'Eure Football.

## Kariera reprezentacyjna
W reprezentacji Konga Akiana zadebiutował 20 grudnia 1992 roku w przegranym 0:1 meczu eliminacji do MŚ 1994 z Nigerią, rozegranym w Pointe-Noire. W 2000 roku został powołany do kadry na Puchar Narodów Afryki 2000. Na tym turnieju był rezerwowym i nie rozegrał żadnego spotkania. Od 1992 do 2000 rozegrał w kadrze narodowej 9 meczów.